# Коростовка (приток Каменки)
Коростовка — река в России, протекает в Новгородской области. Устье реки находится между сёлами Кобякино и Коростова в 2,8 км по левому берегу реки Каменка. Исток реки находится к западу от села Островок Поддорского района. Длина реки составляет 26 км.
На реке расположены сёла Старорусского района (от устья к истоку): Кобякино, Коростова, Сысоново, Дубки, Турово, Большие Горки, Корчёвка, Новая деревня.

## Данные водного реестра
По данным государственного водного реестра России относится к Балтийскому бассейновому округу, водохозяйственный участок реки — Ловать и Пола, речной подбассейн реки — Волхов. Относится к речному бассейну реки Нева (включая бассейны рек Онежского и Ладожского озера).
Код объекта в государственном водном реестре — 01040200312102000024008.